# Purton (Wiltshire)
Pour les articles homonymes, voir Purton.
Purton est un village et une paroisse civile située dans le Wiltshire.
Son église du XIIIe siècle, St Mary's Church (en) présente la particularité d'avoir deux tours, dont uneest dotée d'une Flèche.